# Cieśnina Foveaux
Cieśnina Foveaux (ang. Foveaux Strait, maor. Te Ara a Kewa) – cieśnina morska znajdująca się pomiędzy trzema nowozelandzkimi wyspami – na północy Wyspą Południową z trzema dużymi zatokami Te Waewae Bay, Oreti Beach i Toetoes Bay, i na południu Wyspą Stewarta oraz Wyspą Ruapuke. Cieśnina ma około 130 km długości (od Wyspy Ruapuke do Wyspy Little Solander) i do 50 km szerokości (od 14 km przy Wyspie Ruapuke do 50 km przy zatoce Te Waewae Bay).